# Grand Prix de la montagne du Tour d'Italie
Le Grand Prix de la montagne du Tour d'Italie est un classement annexe du Tour d'Italie cycliste, qui récompense un coureur passant le plus souvent parmi les premiers au sommet des ascensions. Il est récompensé par le port du maillot vert (Maglia verde) de 1974 à 2011 puis du maillot bleu (Maglia azzurra) à partir de 2012 à la suite d'un changement de sponsor.

## Histoire
Ce classement a été créé en 1933, mais il faut attendre 1974 pour que le leader reçoive le maillot vert. 
Chaque ascension attribue des points différents, en fonction de la difficulté.
Le classement est souvent remporté par un grimpeur, mais rarement par un coureur engagé dans la lutte pour le maillot rose. Dans l'histoire le doublé a été réalisé à 14 reprises :  Alfredo Binda (1933), Gino Bartali (1936, 1937, 1946), Giovanni Valetti (1938), Fausto Coppi (1949), Hugo Koblet (1950), Charly Gaul (1956, 1959), Eddy Merckx (1968, vainqueur aussi du maillot cyclamen), Andrew Hampsten (1988), Marco Pantani (1998), Christopher Froome (2018) et Tadej Pogačar (2024)

## Attribution des points
Lors des ascensions du Tour d'Italie, des points sont attribués aux premiers coureurs atteignant le sommet d'une côte. Les côtes sont réparties en cinq catégories selon leur difficulté et correspondant à une échelle de points. La plus dotée en points est la Cima Coppi, sommet ayant la plus haute altitude au cours de l'édition concernée.
L'attribution des points en 2021 est la suivante :
| Type d'ascension / Place | 1er | 2e | 3e | 4e | 5e | 6e | 7e | 8e | 9e |
| ------------------------ | --- | -- | -- | -- | -- | -- | -- | -- | -- |
| Cima Coppi               | 50  | 30 | 20 | 14 | 10 | 6  | 4  | 2  | 1  |
| 1re catégorie            | 40  | 18 | 12 | 9  | 6  | 4  | 2  | 1  |    |
| 2e catégorie             | 18  | 8  | 6  | 4  | 2  | 1  |    |    |    |
| 3e catégorie             | 9   | 4  | 2  | 1  |    |    |    |    |    |
| 4e catégorie             | 3   | 2  | 1  |    |    |    |    |    |    |

## Palmarès

### Palmarès par année
| Année | Coureur                         | Équipe                       | Points | Autres classements |
| ----- | ------------------------------- | ---------------------------- | ------ | ------------------ |
| 1933  | Alfredo Binda                   | Legnano                      | ?      | Général            |
| 1934  | Remo Bertoni                    | Legnano                      | ?      | -                  |
| 1935  | Gino Bartali                    | Frejus                       | ?      | -                  |
| 1936  | Gino Bartali                    | Legnano                      | ?      | Général            |
| 1937  | Gino Bartali                    | Legnano                      | ?      | Général            |
| 1938  | Giovanni Valetti                | Frejus                       | ?      | Général            |
| 1939  | Gino Bartali                    | Legnano                      | ?      | -                  |
| 1940  | Gino Bartali                    | Legnano                      | ?      | -                  |
| 1946  | Gino Bartali                    | Legnano                      | ?      | Général            |
| 1947  | Gino Bartali                    | Legnano                      | ?      | -                  |
| 1948  | Fausto Coppi                    | Bianchi                      | ?      | -                  |
| 1949  | Fausto Coppi                    | Bianchi                      | ?      | Général            |
| 1950  | Hugo Koblet                     | Guerra                       | ?      | Général            |
| 1951  | Louison Bobet                   | Bottecchia                   | ?      | -                  |
| 1952  | Raphaël Géminiani               | Bianchi-Pirelli              | ?      | -                  |
| 1953  | Pasquale Fornara                | Bottecchia                   | ?      | -                  |
| 1954  | Fausto Coppi                    | Bianchi                      | ?      | -                  |
| 1955  | Gastone Nencini                 | Leo-Chlorodont               | 7      | -                  |
| 1956  | Federico Bahamontes Charly Gaul | Girardengo-ICEP Faema-Guerra | 30 20  | Général            |
| 1957  | Raphaël Géminiani               | Mercier                      | 56     | -                  |
| 1958  | Jean Brankart                   | Saint-Raphael-R.Geminiani    | 45     | -                  |
| 1959  | Charly Gaul                     | Emi                          | 560    | Général            |
| 1960  | Rik Van Looy                    | Faema                        | 250    | -                  |
| 1961  | Vito Taccone                    | Atala                        | 270    | -                  |
| 1962  | Angelino Soler                  | Ghigi                        | 260    | -                  |
| 1963  | Vito Taccone                    | Lygie                        | 520    | -                  |
| 1964  | Franco Bitossi                  | Spring Oil                   | 200    | -                  |
| 1965  | Franco Bitossi                  | Filotex                      | 250    | -                  |
| 1966  | Franco Bitossi                  | Filotex                      | 490    | -                  |
| 1967  | Aurelio González                | KAS                          | 630    | -                  |
| 1968  | Eddy Merckx                     | Faema                        | 340    | Général Points     |
| 1969  | Claudio Michelotto              | Max Meyer                    | 330    | -                  |
| 1970  | Martin Van Den Bossche          | Molteni                      | 460    | -                  |
| 1971  | José Manuel Fuente              | KAS                          |        | -                  |
| 1972  | José Manuel Fuente              | KAS                          | 490    | -                  |
| 1973  | José Manuel Fuente              | KAS                          | 550    | -                  |
| 1974  | José Manuel Fuente              | KAS                          | 510    | -                  |
| 1975  | Francisco Galdós Andrés Oliva   | KAS                          | 300    | -                  |
| 1976  | Andrés Oliva                    | KAS                          | 535    | -                  |
| 1977  | Faustino Fernández Ovies        | KAS-Campagnolo               | 675    | -                  |
| 1978  | Ueli Sutter                     | Zonca-Santini                | 830    | -                  |
| 1979  | Claudio Bortolotto              | Sanson                       | 495    | -                  |
| 1980  | Claudio Bortolotto              | San Giacomo                  | 670    | -                  |
| 1981  | Claudio Bortolotto              | Santini-Selle Italia         | 510    | -                  |
| 1982  | Lucien Van Impe                 | Boston-Mavic                 | 860    | -                  |
| 1983  | Lucien Van Impe                 | Boston-Mavic                 | 70     | -                  |
| 1984  | Laurent Fignon                  | Renault-Elf                  | 53     | -                  |
| 1985  | José Luis Navarro               | Zor                          | 54     | -                  |
| 1986  | Pedro Muñoz                     | Fagor                        | 54     | -                  |
| 1987  | Robert Millar                   | Panasonic                    | 97     | -                  |
| 1988  | Andrew Hampsten                 | 7-Eleven                     | 59     | Général            |
| 1989  | Luis Herrera                    | Café de Colombia             | 70     | -                  |
| 1990  | Claudio Chiappucci              | Carrera Jeans-Vagabond       | 74     | -                  |
| 1991  | Iñaki Gastón                    | CLAS-Cajastur                | 75     | -                  |
| 1992  | Claudio Chiappucci              | Carrera Jeans-Tassoni        | 76     | -                  |
| 1993  | Claudio Chiappucci              | Carrera Jeans-Tassoni        | 42     | -                  |
| 1994  | Pascal Richard                  | GB-MG Maglificio             | 78     | -                  |
| 1995  | Mariano Piccoli                 | Brescialat                   | 75     | -                  |
| 1996  | Mariano Piccoli                 | Brescialat                   | 69     | -                  |
| 1997  | José Jaime González             | Kelme-Costa Blanca           | 99     | -                  |
| 1998  | Marco Pantani                   | Mercatone Uno                | 89     | Général            |
| 1999  | José Jaime González             | Kelme-Costa Blanca           | 61     | -                  |
| 2000  | Francesco Casagrande            | Vini Caldirola-Sidermec      | 71     | -                  |
| 2001  | Freddy González                 | Colombia-Selle Italia        | 73     | -                  |
| 2002  | Julio Alberto Pérez Cuapio      | Ceramiche Panaria-Margres    | 69     | -                  |
| 2003  | Freddy González                 | Colombia-Selle Italia        | 100    | Combativité        |
| 2004  | Fabian Wegmann                  | Gerolsteiner                 | 56     | -                  |
| 2005  | José Rujano                     | Colombia-Selle Italia        | 143    | Combativité        |
| 2006  | Juan Manuel Gárate              | Quick Step-Innergetic        | 64     | -                  |
| 2007  | Leonardo Piepoli                | Saunier Duval-Prodir         | 79     | Combativité        |
| 2008  | Emanuele Sella                  | CSF Group-Navigare           | 136    | Combativité        |
| 2009  | Stefano Garzelli                | Acqua & Sapone-Caffè Mokambo | 61     | Combativité        |
| 2010  | Matthew Lloyd                   | Omega Pharma-Lotto           | 56     | Combativité        |
| 2011  | Stefano Garzelli                | Acqua & Sapone               | 67     | -                  |
| 2012  | Matteo Rabottini                | Farnese Vini-Selle Italia    | 84     | -                  |
| 2013  | Stefano Pirazzi                 | Bardiani Valvole-CSF Inox    | 82     | -                  |
| 2014  | Julián Arredondo                | Trek Factory Racing          | 173    | Combativité        |
| 2015  | Giovanni Visconti               | Movistar                     | 125    | -                  |
| 2016  | Mikel Nieve                     | Sky                          | 152    | -                  |
| 2017  | Mikel Landa                     | Sky                          | 224    | Combativité        |
| 2018  | Christopher Froome              | Sky                          | 125    | Général            |
| 2019  | Giulio Ciccone                  | Trek-Segafredo               | 267    | -                  |
| 2020  | Ruben Guerreiro                 | EF Pro Cycling               | 234    | -                  |
| 2021  | Geoffrey Bouchard               | AG2R Citroën                 | 184    | -                  |
| 2022  | Koen Bouwman                    | Jumbo-Visma                  | 294    | -                  |
| 2023  | Thibaut Pinot                   | Groupama-FDJ                 | 237    | -                  |
| 2024  | Tadej Pogačar                   | UAE Emirates                 | 270    | Général            |
| 2025  | Lorenzo Fortunato               | XDS Astana                   | 355    | -                  |

### Palmarès par nations
| # | Pays            | Nombre de victoires | Nombre de vainqueurs différents | Dernière victoire                 |
| - | --------------- | ------------------- | ------------------------------- | --------------------------------- |
| 1 | Italie          | 39                  | 23                              | Lorenzo Fortunato (2025)          |
| 2 | Espagne         | 17                  | 13                              | Mikel Landa (2017)                |
| 3 | Belgique        | 6                   | 5                               | Lucien Van Impe (1983)            |
| 3 | Colombie        | 6                   | 4                               | Julián Arredondo (2014)           |
| 3 | France          | 6                   | 5                               | Thibaut Pinot (2023)              |
| 6 | Suisse          | 3                   | 3                               | Pascal Richard (1994)             |
| 7 | Grande-Bretagne | 2                   | 2                               | Christopher Froome (2018)         |
| 7 | Luxembourg      | 2                   | 1                               | Charly Gaul (1959)                |
| 9 | Allemagne       | 1                   | 1                               | Fabian Wegmann (2004)             |
| 9 | Australie       | 1                   | 1                               | Matthew Lloyd (2010)              |
| 9 | États-Unis      | 1                   | 1                               | Andrew Hampsten (1988)            |
| 9 | Mexique         | 1                   | 1                               | Julio Alberto Pérez Cuapio (2002) |
| 9 | Portugal        | 1                   | 1                               | Ruben Guerreiro (2020)            |
| 9 | Venezuela       | 1                   | 1                               | José Rujano (2005)                |
| 9 | Pays-Bas        | 1                   | 1                               | Koen Bouwman (2022)               |
| 9 | Slovénie        | 1                   | 1                               | Tadej Pogačar (2024)              |

### Multiples vainqueurs
| Pl | Vainqueurs          | Pays     | Nombre de victoires | Années                                   |
| -- | ------------------- | -------- | ------------------- | ---------------------------------------- |
| 1  | Gino Bartali        | Italie   | 7                   | 1935, 1936, 1937, 1939, 1940, 1946, 1947 |
| 2  | José Manuel Fuente  | Espagne  | 4                   | 1971, 1972, 1973, 1974                   |
| 3  | Fausto Coppi        | Italie   | 3                   | 1948, 1949, 1954                         |
|    | Franco Bitossi      | Italie   | 3                   | 1964, 1965, 1966                         |
|    | Claudio Bortolotto  | Italie   | 3                   | 1979, 1980, 1981                         |
|    | Claudio Chiappucci  | Italie   | 3                   | 1990, 1992, 1993                         |
| 7  | Raphaël Géminiani   | France   | 2                   | 1952, 1957                               |
|    | Lucien Van Impe     | Belgique | 2                   | 1982, 1983                               |
|    | Mariano Piccoli     | Italie   | 2                   | 1995, 1996                               |
|    | José Jaime González | Colombie | 2                   | 1997, 1999                               |
|    | Freddy González     | Colombie | 2                   | 2001, 2003                               |
|    | Stefano Garzelli    | Italie   | 2                   | 2009, 2011                               |